# Bermesnil
Bermesnil település Franciaországban, Somme megyében. Lakosainak száma 201 fő (2022. január 1.). Bermesnil Andainville, Inval-Boiron, Lignières-en-Vimeu és Senarpont községekkel határos.

## Népesség
A település népességének változása:
| Lakosok száma | 231  | 224  | 225  | 222  | 218  | 213  | 209  | 206  | 201  |
|               | 2013 | 2015 | 2016 | 2017 | 2018 | 2019 | 2020 | 2021 | 2022 |